# Усть-Пристанский сельсовет
Усть-Пристанский сельсовет — муниципальное образование со статусом сельского поселения и административно-территориальное образование в Усть-Пристанском районе Алтайского края России. Административный центр — село Усть-Чарышская Пристань.
Глава муниципального образования Усть-Пристанский сельсовет – Александр Михайлович Юрочкин, избранный на эту должность 10 февраля 2013 года.

## Население
| 1997  | 1998  | 1999  | 2000  | 2001  | 2002  |
| ----- | ----- | ----- | ----- | ----- | ----- |
| 6248  | ↘6152 | ↘6129 | ↘6124 | ↗6155 | ↘5956 |
| 2003  | 2004  | 2005  | 2006  | 2007  | 2008  |
| ↘5914 | ↘5846 | ↘5830 | ↘5752 | ↘5681 | ↗5714 |
| 2009  | 2010  | 2011  | 2012  | 2013  | 2014  |
| ↘5402 | ↘5136 | ↘5097 | ↘5013 | ↘4888 | ↘4795 |
| 2015  | 2016  | 2017  | 2018  | 2019  | 2020  |
| ↘4744 | ↗4756 | ↘4688 | ↘4615 | ↘4482 | ↘4401 |
| 2021  |       |       |       |       |       |
| ↘3935 |       |       |       |       |       |

По результатам Всероссийской переписи населения 2010 года, численность населения муниципального образования составила 5136 человек, в том числе 2365 мужчин и 2771 женщина.

## Населённые пункты
В состав сельского поселения входит 4 населённых пункта:
- Беспалово (село) — 15[12]
- Усть-Чарыш (село) — 64[12]
- Усть-Чарышская Пристань (село, административный центр) — 3887[21]
- Шипуново (село) — 1[10]